# Thirsty
『thirsty』（サースティー、一般に喉の渇きの意）は、2016年12月7日に発売されたおいしくるメロンパンの1枚目のミニアルバムである。

## 概要
バンドにとってインディーズデビューとなる初の全国流通盤。タイトルについてナカシマは「曲中にも出てくる、喉が渇くの意味です」「精神的な渇き、渇望、何だろう、難しいな」と述べている。
歌詞カードに掲載されている写真はナカシマの撮影によるもの。

## 収録曲

### CD
| 全作詞・作曲: ナカシマ、全編曲: おいしくるメロンパン。 |                    |          |            |      |
| #                                                      | タイトル           | 作詞     | 作曲・編曲 | 時間 |
| 1.                                                     | 「色水」           | ナカシマ | ナカシマ   | 3:36 |
| 2.                                                     | 「シュガーサーフ」 | ナカシマ | ナカシマ   | 3:28 |
| 3.                                                     | 「5月の呪い」      | ナカシマ | ナカシマ   | 2:44 |
| 4.                                                     | 「砂と少女」       | ナカシマ | ナカシマ   | 4:39 |
| 5.                                                     | 「紫陽花」         | ナカシマ | ナカシマ   | 3:20 |
| 合計時間:                                              | 合計時間:          | 17:47    |            |      |

### 楽曲解説
色水
自主制作1stシングルにも収録されていた楽曲。PVが制作されている。
シュガーサーフ
「色水」同様に自主制作1stシングルにも収録されていた楽曲。
砂と少女
歌詞カードに書かれていない部分の歌詞は造語で、ナカシマ自身でも何を言っているのか分からないという。